# Mauretania Tingitana

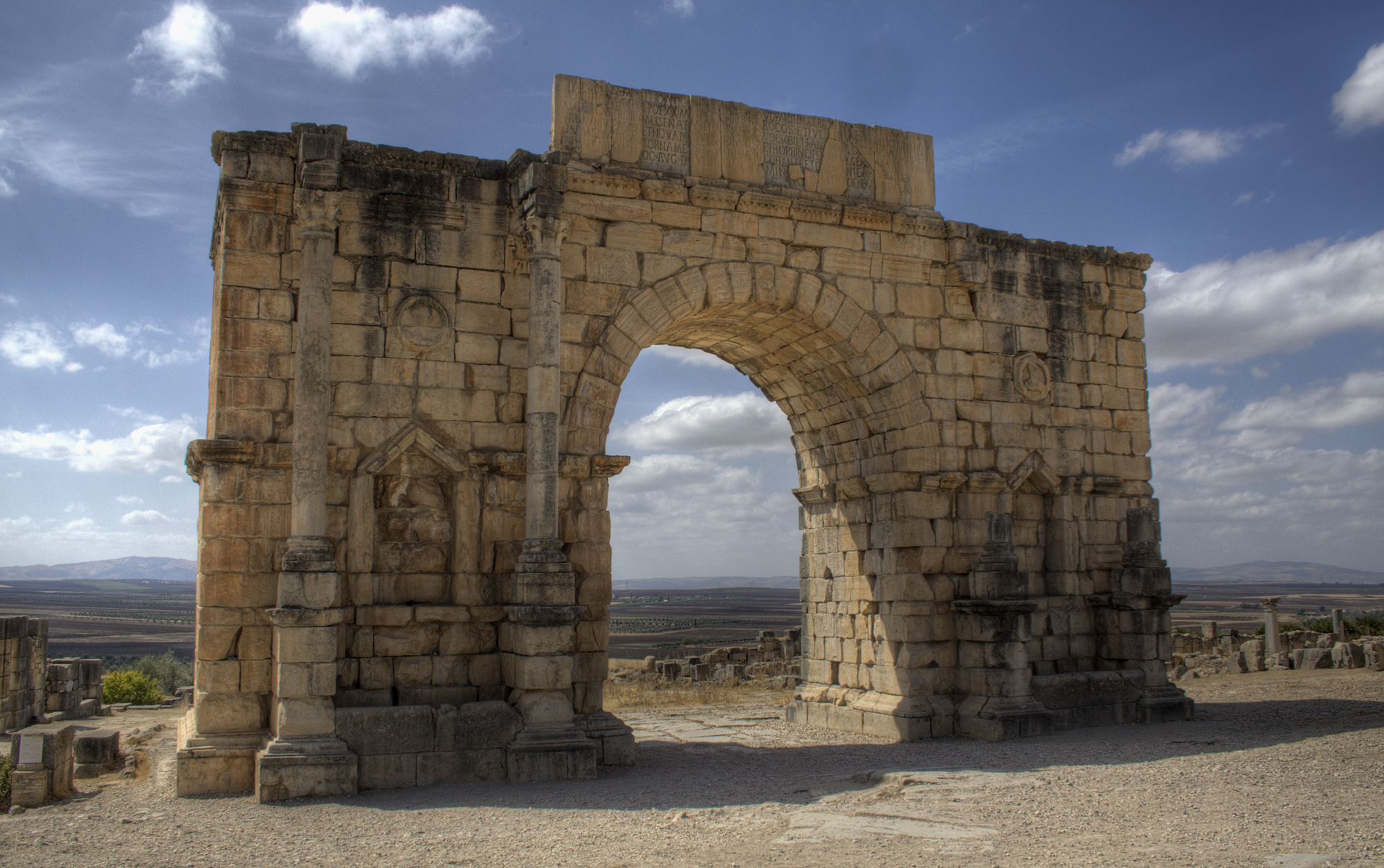
Diadalív Volubilis romjai között

Mauretania Tingitana római provincia volt Északnyugat-Afrikában, körülbelül a mai Marokkó északi részének megfelelő területen. Adminisztratív központja Tingis (a mai Tanger) volt, legnagyobb városa pedig Volubilis. Jelentős települései voltak még Iulia Valentia Banasa és Lixus. 

## Története
Mikor i.sz. 40-ben meghalt Ptolemaiosz, Mauretánia királya, Claudius császár a kliensállamot két részre osztva betagozta a Birodalomba: a keleti rész Caesarea központtal a Mauretania Caesariensis, míg a nyugati Tingis fővárossal a Mauretania Tingitana nevet kapta. A két új provincia között a Muluja folyó (60 km-nyire nyugatra a mai Orántól) alkotta a határt.
Augustus császár már II. Juba uralkodásának idején három római kolóniát hozott létre az atlanti partvidék mentén: Iulia Constantia Zililt, Iulia Valentia Banasát és Iulia Campestris Babbát.

### A római uralom

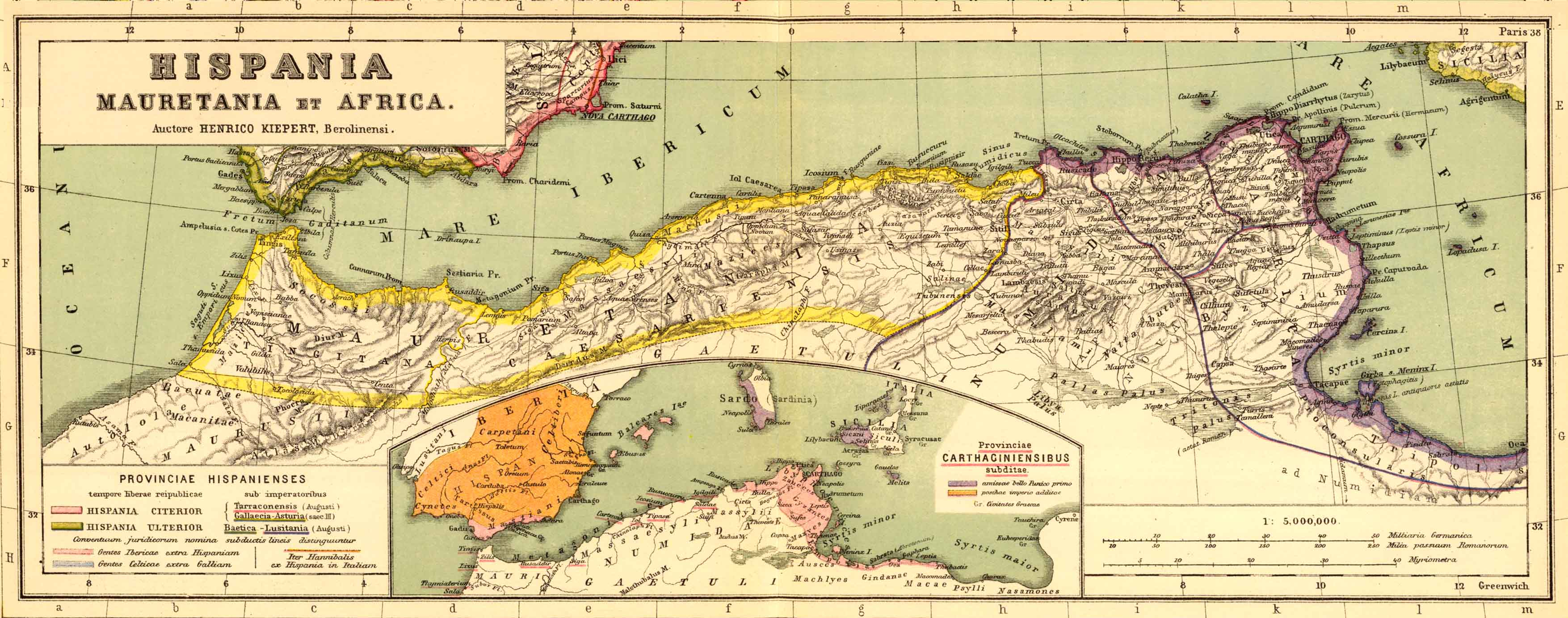
A két mauretaniai provincia

A római hatalom soha nem távolodott el túlságosan a tengerparti vidékektől, Volubilis már a déli határ közelében feküdt és katonai táborok, erődök és őrtornyok védték a hegyek között élő berber törzsektől. Az atlanti partvidéken Sala Colonia volt a déli határ, amelyet szintén árkokkal, fallal és őrtornyokkal védtek. Ezek az erődítmények nem képeztek a britanniai Hadrianus-falhoz, vagy akár az északi és keleti provinciák határain megerősített limeseihez hasonló védfalat.  Az erődök és táborok hálózata inkább csak egy általános védelmet nyújtott a határvidék településeinek és a környező földeken élő népességnek.
A helyi limes mindkét oldalán ugyanaz a berber törzsek éltek, bár a lakosság soha nem volt nagyszámú. A 2. században Volubilisben körülbelül húszezren élhettek. Az írásos leletek tanúbizonysága alapján a városlakók 10-20%-a lehetett európai (főleg hispán) származású, a többiek helybeliek voltak.
A római történészek a teljes Atlasz-hegységtől északra eső területet rómainak számították, ugyanis a Mauretánia királyai (mint például II. Juba) fennhatóságuk alatt tartották a Volubilistől délre eső országrészt. A tényleges katonai jelenlétük azonban csak Sala Coloniáig terjedt ki (az eddig ismert legdélebbi castrum  "Exploratio Ad Mercurios" ettől a településtől valamivel délre fekszik). Leo Africanus szerint a határvidék a mai Casablancáig terjedt, amit még mint római kikötőt alapítottak.  A mai Azemmour városának is voltak föníciai és római előzményei, a római gabonatárolók, az ún. „portugál ciszternák” mai is láthatók.
I.sz. 41-ben Gaius Suetonius Paulinus  katonai expedíciója elmerészkedett az Atlasz déli oldalára, amiről az idősebb Plinius így számolt be:

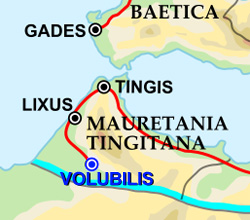
A provincia nagyobb városai és útvonalai

Suetonius Paulinus, akit a magunk idejében konzulként is láttunk, volt az első római hadvezér aki valahány mérföldnyi távolságra túlhaladt az Atlasz-hegyen. Ugyanazokat állította ennek a hegynek a rendkívüli magasságáról amit már másoktól is hallottunk, ugyanakkor azt is mondta, hogy a lábait és alsóbb részeit sűrű és magasra nőtt, eleddig ismeretlen fajtájú fákból állő erdők borítják. Ezen fák magassága, mondja, figyelemreméltó, törzsük göcsörtöktől mentes, sima és fényes felületű; lombjuk a cipruséhoz hasonlatos, és amellett hogy erőteljesen illatoznak, pelyhes szálakkal is borítottak, melyből megfelelő művészettel finom kelme szőhető könnyedén, hasonló a selyemhernyó termékéből készített szövethez. Úgy tájékoztatott minket, hogy ezen hegy csúcsait még nyáron is hó borítja, és úgy mondja, hogy tíznapos menetelés után odaérve bizonyos távolságra túl is haladt rajta, egészen egy folyóig, amely a Ger nevet viseli; az út fekete homokkal borított sivatagon vezet keresztül, melyben itt és ott sziklák merednek ki, melyek mintha tűz hatásának lettek volna kitéve; a helyszínt meglehetősen lakhatatlannak vélték a fokozott hőség miatt, melyet maga is megtapasztalt, holott a téli évszakban járt arra.
Mauretania Tingitana legfontosabb városa Volubilis volt, a provincia gazdasági központja. A legfontosabb exportcikkek a bíborfesték és az értékes faanyagok voltak, de a termékeny síkságokon termő gabonát és olívaolajat, valamint egzotikus állatokat, oroszlánokat és párducokat is exportáltak Rómába.
A helybeli mauri lakosokat szívesen látták a légiók is, különösen mint könnyűlovasok tűntek ki.
Mikor Diocletianus a tetrarchia idején 296-ban megreformálta a birodalom államszervezetét, a többi afrikai provinciától eltérően, Mauretania Tingitana a hispániai diocesishez került.
A hagyomány szerint Szent Marcell 298. július 28-án szenvedett mártíromságot Tingisben.

### A vandál hódítás
A germán vandálok 422-ben telepedtek meg a hispániai Baetica provinciában Gunderich király vezetésével. Innen a környező vidékekre, így Mauretániába is indítottak fosztogató hadjáratokat. 427-ben Bonifacius, a Comes Africae ellenállt, mikor III. Valentinianus lemondásra szólította fel és először legyőzte az ellene küldött császári sereget, de a következő évben már kevesebb szerencsével járt. Bonifacius erre behívta az éppen akkor trónra került Geiserich vezette vandálokat és még hajókat is bocsátott a rendelkezésükre a biztos átkeléshez. A vandálok azonban nem maradtak Mauretániában ahogyan Bonifacius tervezte, hanem dúlva-fosztogatva Karthágóig vonultak és ott megalapították a saját királyságukat.

### A bizánci restauráció
533-ban I. Justinianus császár hadvezére, Belizár megdöntötte a vandál királyságot. A helybeli maurik addigra kivívták függetlenségüket a vandáloktól egészen Caesareáig és a bizánciak is csak Septemig (a mai Ceuta) állítottak fel helyőrségeket. A bizánci jelenlétnek és a berber törzsek függetlenségének az arab hódítás vetett véget a 7. században.

## Fordítás
- Ez a szócikk részben vagy egészben  a   Mauretania Tingitana) című angol Wikipédia-szócikk ezen változatának fordításán alapul.  Az eredeti cikk szerkesztőit annak laptörténete sorolja fel. Ez a jelzés csupán a megfogalmazás eredetét és a szerzői jogokat jelzi, nem szolgál a cikkben szereplő információk forrásmegjelöléseként.